# 潼南龍興寺正殿
潼南龍興寺正殿位於重慶市潼南縣彙集鄉，文物遺址年代為明，1992年3月19日列為重慶市第二批市級文物保護單位。2000年9月7日列為第一批重慶市文物保護單位。